# Орандж (округ, Техас)
Шаблон:StateAbbr_ 30°08′ пн. ш. 93°53′ зх. д. / 30.13° пн. ш. 93.89° зх. д.
Округ О́рандж (англ. Orange County) — округ (графство) у штаті Техас, США. Ідентифікатор округу 48361.

## Історія
Округ утворений 1852 року.

## Демографія
За даними перепису 2000 року загальне населення округу становило 84966 осіб, зокрема міського населення було 55246, а сільського — 29720. Серед мешканців округу чоловіків було 41696, а жінок — 43270. В окрузі було 31642 домогосподарства, 23798 родин, які мешкали в 34781 будинках. Середній розмір родини становив 3,08.
Віковий розподіл населення поданий у таблиці:
| Стать    | До 15 років | 15-21 | 22-29 | 30-39 | 40-49 | 50-65 | 65-85 | Понад 85 |
| -------- | ----------- | ----- | ----- | ----- | ----- | ----- | ----- | -------- |
| Чоловіки | 9710        | 4586  | 3890  | 5858  | 6508  | 6568  | 4296  | 280      |
| Жінки    | 9146        | 4303  | 4050  | 6061  | 6623  | 6887  | 5476  | 724      |

## Суміжні округи
- Джеспер — північ
- Ньютон — північ
- Калкасьє, Луїзіана — схід
- Камерон, Луїзіана — південний схід
- Джефферсон — захід
- Гардін — північний захід

## Виноски
1. ↑  Texas State Historical Association, Barkley R. R., Tyler R. C. Handbook of Texas — Texas State Historical Association, 1952. — ISBN 978-0-87611-151-2
2. ↑  U.S. Decennial Census. United States Census Bureau. Архів оригіналу за 26 квітня 2015. Процитовано 5 травня 2015.
3. ↑  Texas Almanac: Population History of Counties from 1850–2010 (PDF). Texas Almanac. Процитовано 5 травня 2015.
4. ↑  State & County QuickFacts. United States Census Bureau. Архів оригіналу за 18 жовтня 2011. Процитовано 22 грудня 2013.(англ.) Наведено за англійською вікіпедією.
5. ↑  American FactFinder. Бюро перепису населення США. Архів оригіналу за 26 лютого 2012. Процитовано 31 січня 2008.

| США | Це незавершена стаття з географії США. Ви можете допомогти проєкту, виправивши або дописавши її. |